# Društvo mrtvih pesnikov (film)
Društvo mrtvih pesnikov (angleško Dead Poets Society) je ameriški dramski film iz leta 1989, ki ga je režiral Peter Weir po scenariju Toma Schulmana, v glavni vlogi pa nastopa Robin Williams. Zgodba je postavljena v leto 1959 v izmišljeni elitni konzervativni internat Welton Academy, kjer angleški učitelj John Keating (Williams) navdihuje svoje učence ob poučevanju pesništva.
Film je bil premierno prikazan 2. junija 1989 in se je izkazal tako za finančno uspešnega z več kot 235 milijona USD prihodkov ob 16,4-milijonskem proračunu, kot tudi dobro ocenjenega s strani kritikov. Osvojil je nagrado BAFTA za najboljši film, nagradi César in David di Donatello Award za najboljši tujejezični film, Schulman pa je osvojil oskarja za najboljši izvirni scenarij. Ob tem je bil film nominiran še za oskarje za najboljšega igralca (Williams), režijo (Weir) in najboljši film.

## Vloge
- Robin Williams kot John Keating
- Robert Sean Leonard kot Neil Perry
- Ethan Hawke kot Todd Anderson
- Josh Charles kot Knox Overstreet
- Gale Hansen kot Charlie »Nuwanda« Dalton
- Norman Lloyd kot ravnatelj Gale Nolan
- Kurtwood Smith kot Thomas Perry
- Dylan Kussman kot Richard Cameron
- James Waterston kot Gerard Pitts
- Allelon Ruggiero kot Steven Meeks
- Alexandra Powers kot Chris Noel
- Leon Pownall kot George McAllister
- George Martin kot g. Hagerr
- Jane Moore kot ga. Danburry
- Kevin Cooney kot Joe Danburry
- Colin Irving kot Chet Danburry
- Matt Carey kot Kurt Hopkins
- John Cunningham kot g. Anderson
- Lara Flynn Boyle kot Ginny Danburry